# Opel 13/30 PS
La 13/30 PS era un'autovettura di fascia alta prodotta dalla Casa automobilistica tedesca Opel dal 1912 al 1924.

## Profilo e storia

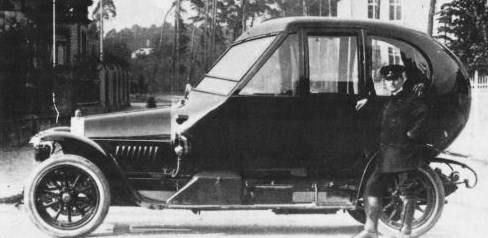
Opel 13/30 PS con carrozzeria speciale aerodinamica per Max Lochner

La 13/30 PS, chiamata a sostituire la precedente14/20 PS, uscita di listino oltre tre anni prima, fu uno dei modelli cardine della produzione Opel degli anni dieci. Da esso, infatti, si sviluppò in brevissimo tempo una serie di evoluzioni in vari altri modelli che avrebbe gettato le basi della produzione di lusso del decennio successivo. Tale evoluzione sarebbe durata per ben 12 anni.
La 13/30 PS era una grossa vettura che lasciava bene intendere il tipo di clientela a cui era rivolta. Le sue dimensioni erano molto generose e votate al massimo comfort che era possibile avere a quei tempi su una vettura di fascia alta, ma tendente a quella di lusso. Basti pensare che per esempio, nelle versioni con carrozzeria limousine, l'altezza si sviluppava fino a 2 metri e mezzo.
La 13/30 montava un motore a 4 cilindri in linea con testata in ghisa e basamento in lega di alluminio, della cilindrata di 3308 cm³. Tale motore, raffreddato ad acqua, montava una distribuzione a valvole laterali e arrivava a erogare una potenza massima di 30 CV a 1550 giri/min. La trasmissione era ad albero cardanico con due giunti, frizione a cono e cambio a 4 marce. La velocità massima sfiorava i 70 km/h.
Il telaio era una struttura a U con longheroni in acciaio ai quali venivano ancorate le sospensioni ad assale rigido e balestre a tre quarti, nonché il freno a nastro, unicamente posteriore, che agisce sul cambio.
Ma già a partire dal 1913, 13/30 compì la sua prima evoluzione: il motore fu rialesato e la cilindrata passò a 3450 cm³, mentre la potenza massima rimase invariata. Ciò costituì però un vantaggio per quanto riguardava la coppia massima. Ne beneficiò quindi lo spunto ai bassi regimi. La vettura così ottenuta fu ribattezzata come 14/30 PS.
Circa due anni dopo, nel 1915, vi fu una nuova evoluzione. Il motore da 3.5 litri fu rivisitato per accrescerne la potenza massima, che passò quindi a 34 CV. La velocità massima si portò quindi a 70 km/h precisi. La vettura cambiò nuovamente la sua denominazione, che divenne 14/34 PS.
Ancora una nuova evoluzione fu quella del 1917: la vettura fu nuovamente potenziata, passando a 38 CV e cambiando nuovamente denominazione in 14/38 PS, la quale riuscì a superare, anche se di poco, i 70 km/h.
Ancora due anni e si arriva al 1919, anno in cui la potenza crebbe in maniera più sensibile, arrivando a 48 CV a 1600 giri/min. La velocità massima si portò però solamente a circa 75 km/h. Inoltre, non vi furono cambiamenti nella denominazione della vettura, che rimase tale e quale al modello del 1917, almeno fino all'inizio del 1924, anno in cui la vettura fu ribattezzata definitivamente 14/48 PS. Tale modello andò a raccogliere anche l'eredità della 12/34 PS.
La 14/48 PS fu prodotta fino alla fine del 1924, dopodiché, dopo oltre due anni, fu sostituita nel 1927 non da uno, ma da due modelli: uno di cilindrata superiore, la 15/60 PS, con motore da 3.9 litri, e la 12/50 PS, con motore da 3.1 litri.